# تئودوروس کولوکوترونیس

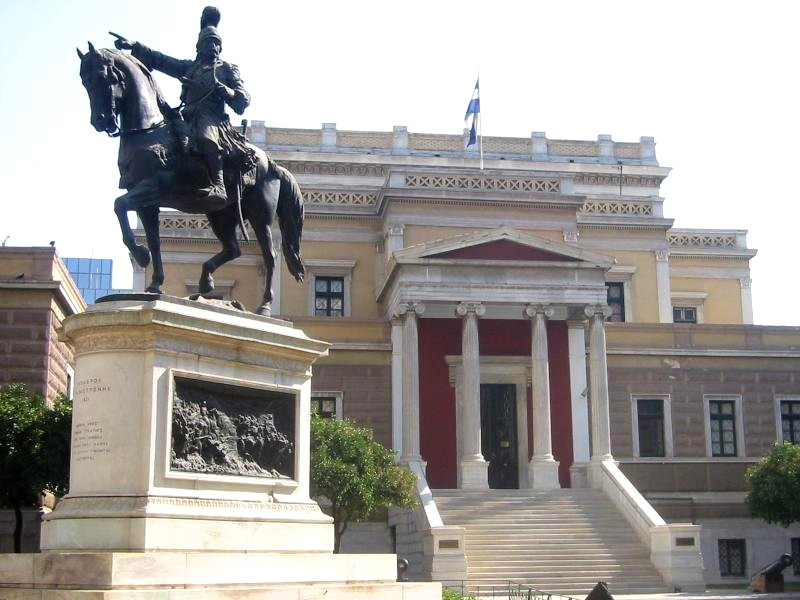
مجسمه تئودوروس کولوکوترونیس در آتن مقابل ساختمان قدیمی پارلمان یونان

تئودوروس کولوکوترونیس (یونانی: Θεόδωρος Κολοκοτρώνης؛ ۳ آوریل ۱۷۷۰ – ۴ فوریهٔ ۱۸۴۳) یکی ژنرال ارتش یونان و از فرماندهان یونان در جنگ استقلال یونان در برابر امپراتوری عثمانی بوده است.
از پیروزی‌های بزرگ وی می‌توان به شکست محمود درامالی پاشا فرمانده عثمانی در نبرد دروناکیا (۱۸۲۲) اشاره کرد.
وی پس از جنگ حامی یوانیس کاپودیستریاس و اتحاد با روسیه بود، وی در ژوئن ۱۸۴۳ به خیانت متهم و به مرگ محکوم شد اما در ۱۸۳۵ مورد عفو قرار گرفته و در سال ۱۸۴۳ یک روز پس مراسم عروسی پسرش در آتن درگذشت.

## نگارخانه

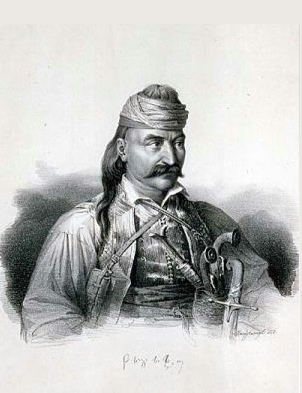
Lithography of Kolokotronis by Karl Krazeisen used for the 5000 دراخمای یونان banknote
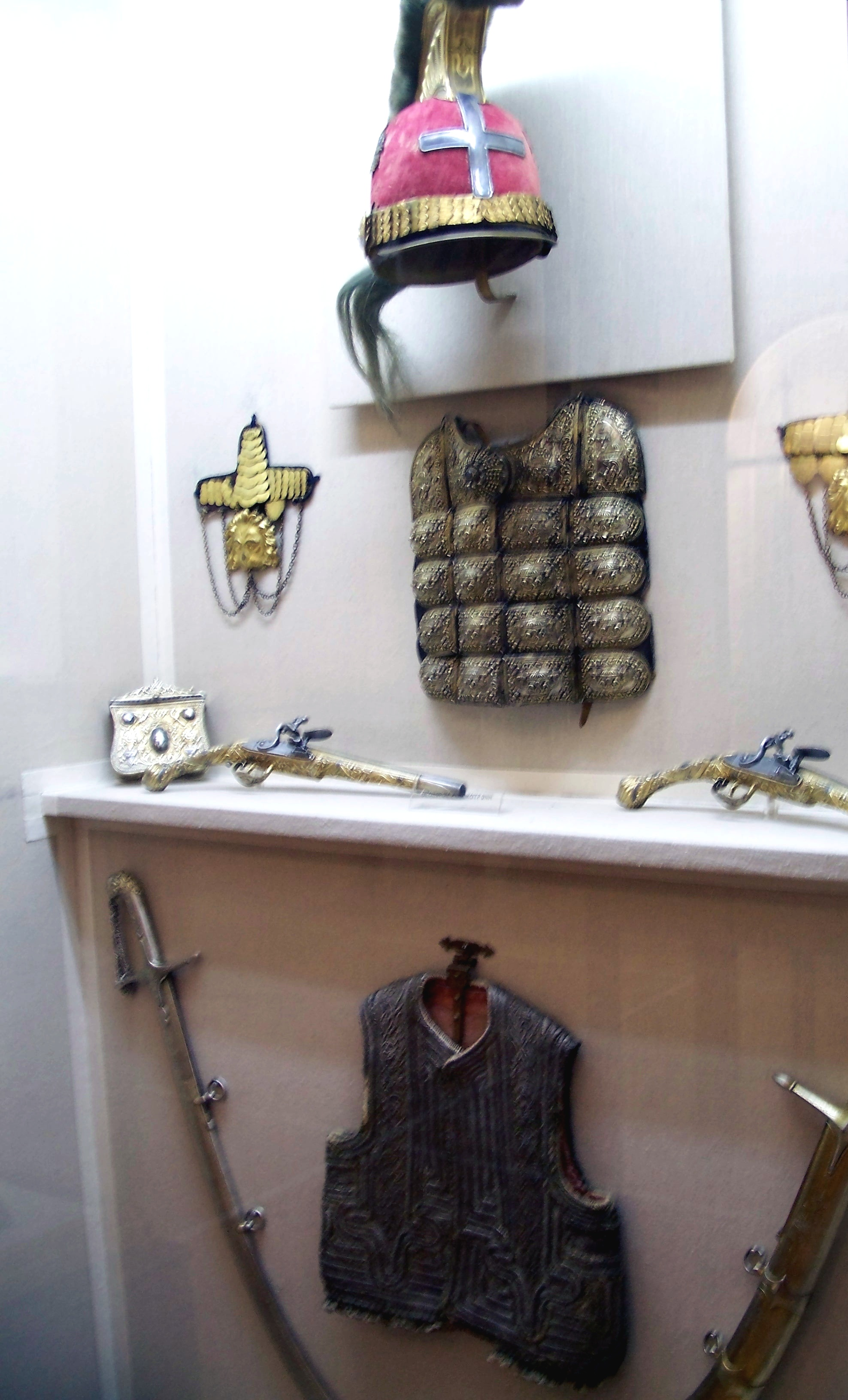
Kolokotronis's weapons and equipment, Old Parliament House
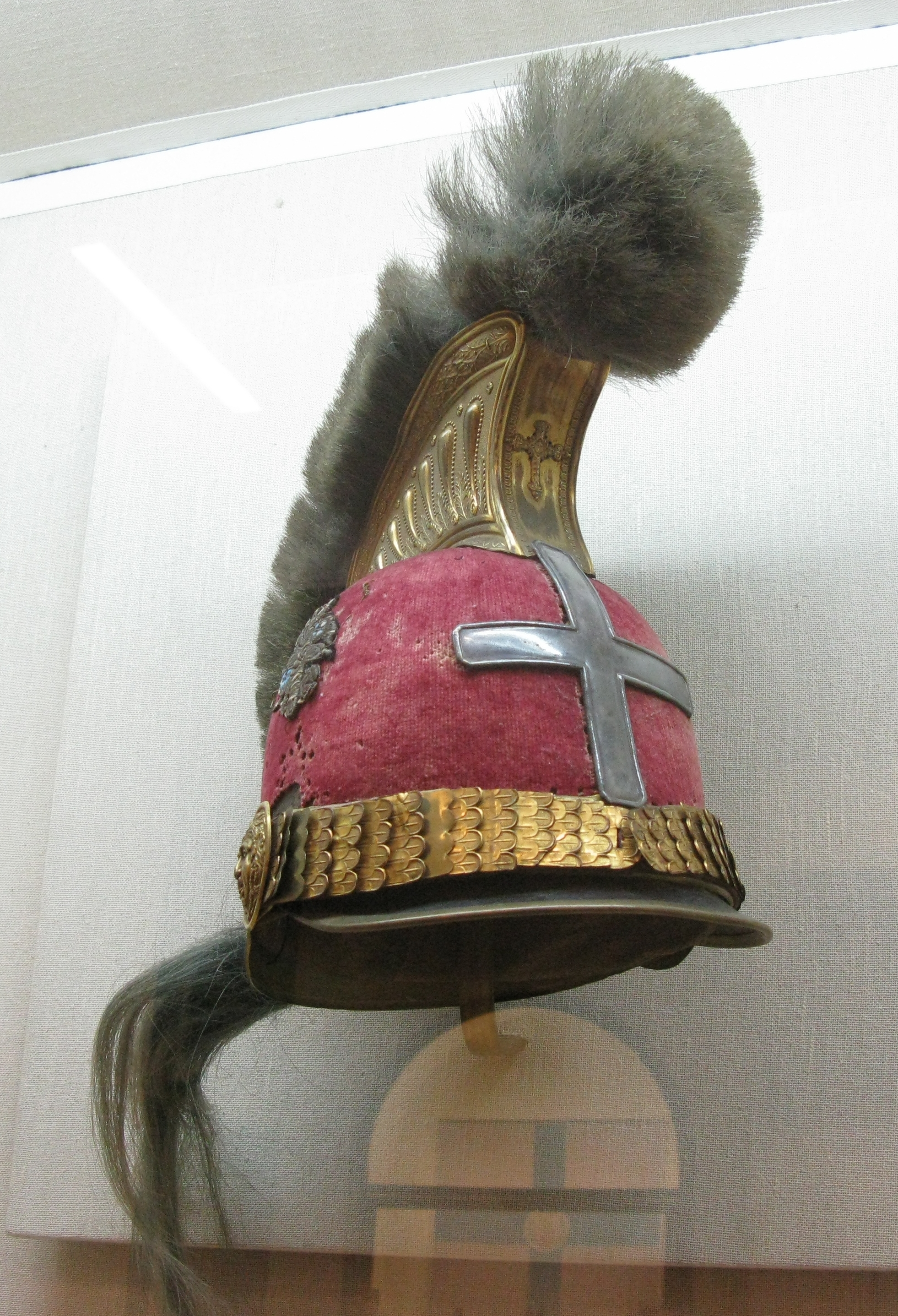
Kolokotronis's helmet
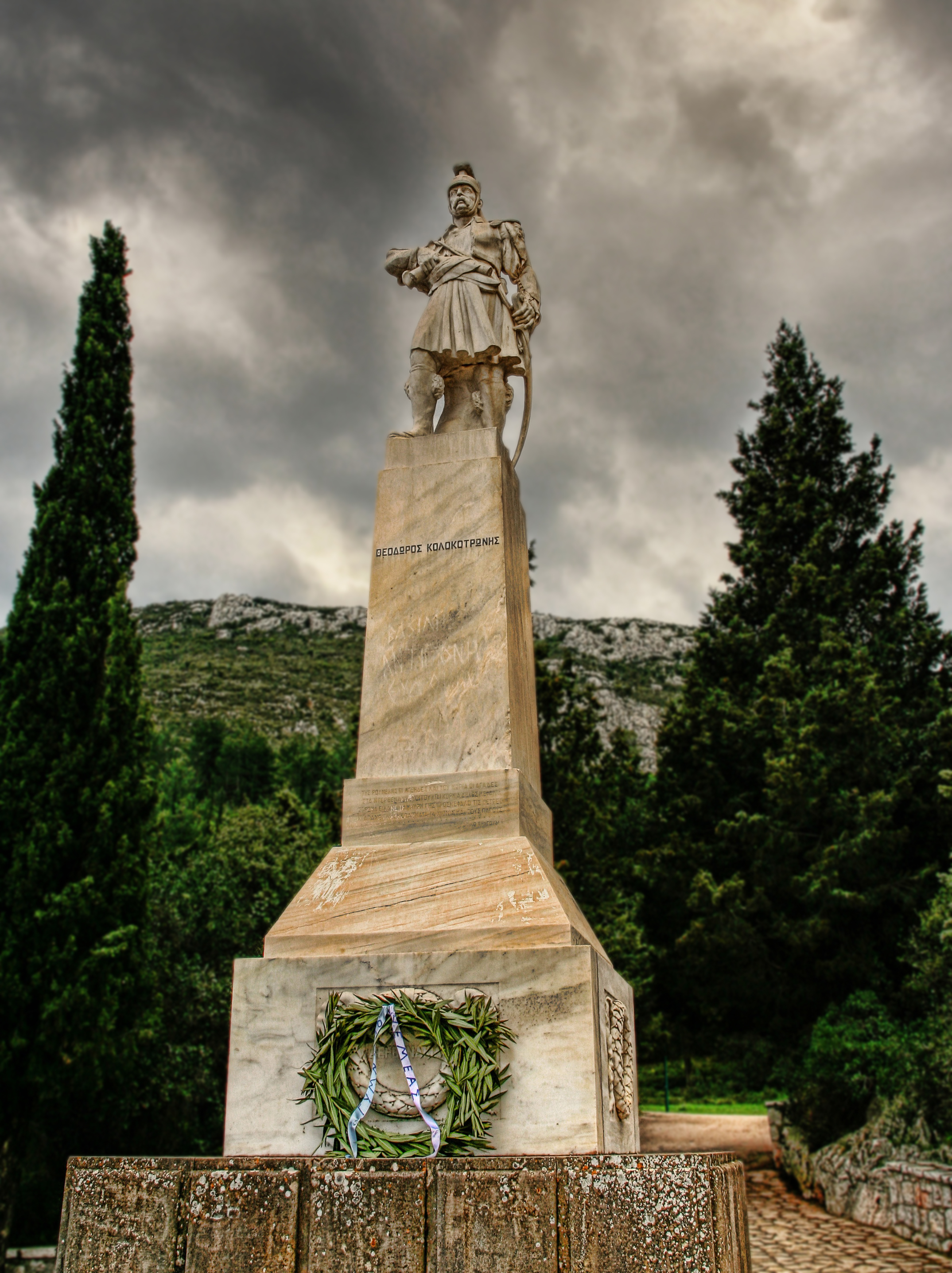
Statue of Kolokotronis at Dervenakia
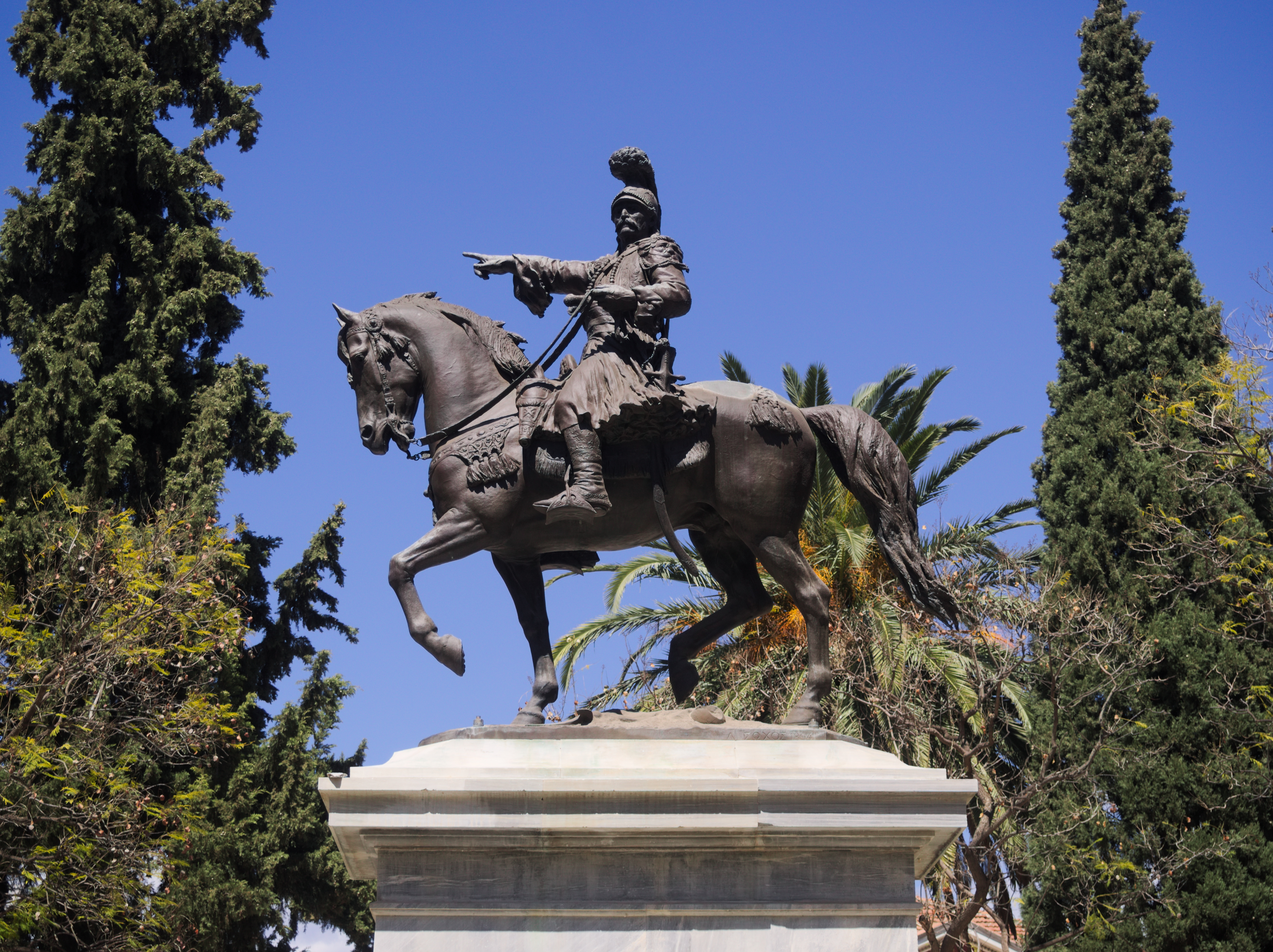
Statue in Nafplion